# Primal Rage
Primal Rage è un videogioco arcade del genere picchiaduro a incontri, pubblicato nel 1994 da Atari Games e convertito in seguito su numerose piattaforme. I personaggi sono dinosauri ed enormi scimmie. Dal gioco sono stati tratti una serie di fumetti, action figure e altri prodotti. I personaggi del videogioco sono creati con la tecnica dell'animazione a passo uno.
Il gioco possiede diversi punti in comune con un altro arcade del 1992 intitolato Dino Rex, prodotto da Taito.

## Trama
Un meteorite ha devastato la Terra, le città sono ridotte in macerie e i pochi umani sopravvissuti sono tornati a vivere come nelle tribù dell'età della pietra. Alluvioni, uragani, terremoti ed eruzioni hanno cambiato anche la disposizione dei continenti sulla Terra; questo nuovo mondo che si è formato ha preso il nome di "Urth" (storpiatura del nome inglese della Terra, Earth).
Al centro di questa "nuova terra" fuoriescono una serie di giganteschi mostri che si combattono per avere il dominio del pianeta.
Queste creature hanno diverse ideologie: c'è chi vuole mantenere la pace sulla Urth e chi invece vuole distruggerla e ridurla nel caos.
Ciascuna delle creature ha un potere speciale che riguarda un aspetto della natura, come vita, morte, fuoco, ghiaccio o fame; ogni creatura domina una zona della terra, e gli abitanti di quell'area considerano quindi la creatura come un dio.
Quattro di questi esseri vogliono la pace nel mondo, mentre gli altri tre sono per l'idea di seminare distruzione su di esso solo per i loro scopi.

## Modalità di gioco
Diversamente da altri picchiaduro, le mosse speciali si eseguono prima premendo una coppia di tasti, che valgono per tutti gli attacchi speciali, e poi premendo una sequenza di freccette, cioè i tasti direzionali. Le versioni successive permettono l'esecuzione tradizionale delle mosse speciali, ma anche quella esclusiva del gioco viene inclusa.
Ogni duello comprende un incontro bidimensionale, giocabile in un incontro tra il giocatore e il computer o tra 2 giocatori: la salute è rappresentata da un cuore umano, il cui stato dipende dalla salute rappresentata da un colore rosso nell'"arteria" (la barra salute, appunto), mentre il cervello umano rappresenta la stamina e la "spina dorsale" ne è la barra gialla. Quando un combattente viene sconfitto, il cuore esplode e il cervello si incenerisce. Quando questo accade due volte per il combattente (il duello è infatti al meglio dei 3 round, ma nelle opzioni è possibile deciderne anche il numero), il vincitore può eseguire una delle 3 mosse finali personali, simili alle Fatality della serie Mortal Kombat. Nella versione SNES, però le mosse finali scendono a due, e nella versione Sega Genesis la Fatality Golden Shower di Chaos è stata censurata. Durante l'incontro, appariranno degli umani vestiti in modo tribale, i quali celebreranno i loro dei durante la battaglia. Se un giocatore mangia un umano avversario, guadagna salute e punti bonus, mentre perde punti se mangia un suo stesso fedele. È presente un'altra analogia con Mortal Kombat: la Total Domination, equivalente alla Flawless Victory e ottenibile senza subire nessun danno, neanche parando.
Nell'arcade, si gioca prima una serie degli altri 6 avversari, uno dopo l'altro, e poi sé stesso in un mirror match. Dopo aver vinto i 7 incontri, si deve mangiare quanti più "sacrifici" possibili nel tempo limite, poi nell'incontro finale si affronta, in un'unica battaglia, i 7 personaggi presenti nel gioco, compreso quindi quello selezionato. Com'è di tradizione, con l'aumentare delle vittorie aumenterà la difficoltà di gioco. Sono però presenti delle variazioni: nella versione GameBoy, ad esempio, il personaggio selezionato affronta sé stesso per ultimo, e non c'è la battaglia finale.

## Personaggi giocabili
Le creature si dividono in pacifiche (che vogliono un pianeta dove regni la pace) e distruttive (che vogliono che il caos sia sovrano).

### Creature pacifiche
- Armadon (Spike nella versione prototipo): un enorme triceratopo coperto di spine, cioè un "Tristegasauratopo" (come visto nella sua action figure), che vive in una caverna; è considerato dagli abitanti "dio della vita". Ha le combo più facili ma il raggio d'attacco minore. Il suo stage è The Hollows, una caverna, e i suoi fedeli vestono di verde chiaro.
- Blizzard (Kong nella versione prototipo): è una gigantesca scimmia, molto simile ad uno Yeti; egli era congelato in un ghiacciaio dell'Himalaya da milioni di anni, ma dopo la caduta del meteorite ha avuto modo di scongelarsi e tornare a vivere sulla terra; ha il potere di congelare con un soffio gli avversari. Le sue mosse ricordano il personaggio Sub-Zero, appartenente alla serie di Mortal Kombat. Il suo stage è la Scogliera, appunto un enorme ghiacciaio, e i suoi fedeli, che lo venerano come "dio del bene e delle virtù", vestono di blu.
- Sauron: è uno dei due T-Rex del gioco, di colore giallo e viola, e al contrario delle creature della sua specie egli non è cattivo, ma il suo finale conferma la sua neutralità, visto che egli mangia i suoi stessi fedeli, e viene anche per questo definito "dio della fame". Egli è capace di sputare un raggio di energia simile al raggio atomico di Godzilla. Il gesto di mangiare i suoi fedeli è definito dal fatto che deve mangiare degli umani per rimanere immortale. Il suo stage è The Cove, una spiaggia, e i suoi fedeli vestono di viola.
- Talon: una specie di Velociraptor e di un Deinonychus combinati di piccole dimensioni, appartiene ad una grande famiglia di raptor il quale è solito proteggere; è il personaggio più veloce del gioco e anche colui che fa i salti più alti, ed è anche è il più basso, per cui gli attacchi dei personaggi più alti di lui andranno a vuoto. È però anche l'unico a non avere un attacco a distanza. Combatte con lo scopo di rendere il pianeta un posto sicuro per tutte le specie e viene venerato come "dio della sopravvivenza". Il suo stage è The Strips, una foresta, e i suoi fedeli vestono di grigio.

### Creature distruttive
- Chaos: una scimmia enorme, ha una pelliccia rossa e la pelle grigia. Egli in realtà non è cattivo; egli era il più grande sciamano del primo continente, frutto di un esperimento scientifico malriuscito su sé stesso, e per ritornare normale deve, secondo il dio Toroshi, sconfiggere tutti gli altri 6 dei; è conosciuto per le sue tecniche di difesa e di attacco che comprendono l'emissione di gas corporei e il rigetto di sostanze acide, ed è conosciuto come "dio del decadimento". Una delle sue 3 Fatality, la Golden Shower, è stata censurata nella versione SNES.[1]. Il suo stage è The Ruins, che sarebbe una città in rovina, e i suoi fedeli vestono di giallo.
- Diablo: l'altro T-Rex, questa volta molto aggressivo, di colore rosso e nero e con il potere di sputare fiamme, ha lo scopo di ridurre il pianeta in un inferno di magma, torturando i suoi stessi schiavi per l'eternità. Viene (non a caso) chiamato il "dio del male e della distruzione". Le sue mosse ricordano il personaggio Scorpion, appartenente alla serie di Mortal Kombat. È forte negli attacchi a distanza, ma è debole in quelli ravvicinati. Il suo stage è The Inferno, un vulcano, e i suoi fedeli vestono di rosso.
- Vertigo: è una strana creatura, un misto tra un bipede giurassico con la testa di un cobra, detta quindi "cobrasauro"; soprannominata "la dea della pazzia", è l'unico personaggio femminile nel gioco, ed è quella che ha gli attacchi più lunghi, oltre alle sue combo basate sugli attacchi psichici. La storia narra che prima della caduta del meteorite essa era prigioniera forzata sulla luna, come dimostrato nel suo finale. Il suo stage è The Tomb, la quale ricorda Stonehenge, e i suoi fedeli vestono di azzurro. Il gioco presenta per lei un Easter Egg: con una delle sue 3 Finisher Moves, Vertigo trasforma il suo avversario in una mucca.

## Differenze fra le versioni
Primal Rage è stato pubblicato per la maggior parte delle piattaforme disponibili all'epoca della sua uscita; data la varietà di hardware, non tutte le versioni sono identiche fra loro.
- PlayStation: i tempi di caricamento sono lunghi, ma rispetto alla versione arcade sono presenti anche filmati in 3D: nello specifico, oltre al filmato introduttivo e agli epiloghi, sono presenti anche brevi filmati che spiegano le biografie dei personaggi.
- Sega Saturn: i tempi di caricamento sono simili alla versione PlayStation, ma gli sprite sono più grandi e colorati; inoltre, ogni personaggio ha una propria intro in 3D nella modalità arcade.
- 3DO: simile alla versione Sega Saturn, ma gli sprite sono più piccoli e mancano le ombre e i filmati 3D.
- Atari Jaguar CD: simile alla versione 3DO, ma i caricamenti sono più brevi.
- Super Nintendo Entertainment System: la Fatality di Chaos, la Golden Shower, è stata censurata; Diablo e Chaos hanno le stesse dimensioni delle loro controparti Sauron e Blizzard; gli anelli di Vertigo nelle Fatality e nelle mosse speciali hanno colori diversi; sono state rimosse le immagini dei finali.
- PC / MS-DOS / IBM PC: queste versioni presentano effetti sonori differenti, sprite più grandi e tutti i frame di animazione della versione arcade. L'edizione CD del gioco contiene tre versioni, per sistemi a 4, 8 e 16 MB, ognuna più fedele alla versione Arcade rispetto alla precedente.
- Sega Genesis: è basata sull'obsoleta versione 1.7, e perciò non sono presenti le nuove mosse speciali e la fatality aggiuntiva. È presente anche un'Easter Egg nel menu Cheat chiamato Okay, right?, ove gli schiavi di Diablo, a patto che questo personaggio venga selezionato dal giocatore, verranno sostituiti da un diavolo che usa una testa di Fergus McGovern, e che Diablo vinca o perda l'incontro, Fergus salterà per celebrarlo.
- Sega 32X: basata sulla versione Sega Genesis, gli sprite sono più grandi e hanno più colori, la musica è rifatta e sono state aggiunte altre clip vocali. L'Easter Egg Okay. right? è stato rimosso.
- GameBoy: Vertigo e gli umani sono stati rimossi, ogni personaggio ha 2 attacchi, 4 mosse speciali e una fatality, e la colonna sonora è stata ridotta e sono presenti solo 3 tracce, quelle di Armadon, Diablo e Chaos. La fatality di Chaos è stata riaggiunta, ma con il vomito al posto dell'urina.
- Game Gear: rispetto alla versione GameBoy, questa è a colori e presenta il sangue. La Golden Shower di Chaos è la stessa della versione Arcade.
- Amiga: i personaggi hanno 8 bit, e gli sprite sono più piccoli, concedendo al giocatore maggiore spazio per il movimento. Sono presenti nuovi effetti sonori ed effetti di vibrazione dello schermo.

## Materiale correlato
Playmates nel 1996 ha lanciato una linea di giocattoli basati sui personaggi del gioco, mentre Atari ha pubblicato la colonna sonora del gioco dal titolo All the Rage. Sempre Atari creò un prototipo intitolato Primal Rage II, ma non fu mai terminato.
Questo sequel avrebbe inserito delle versioni umane dei personaggi del predecessore, gli Avatar, e sarebbero stati aggiunti altri due personaggi: il primo sarebbe stato Slash Fang (in origine Saber Tooth), uno Smilodonte, e l'altro sarebbe stato Necrosan, un drago-scheletro non-morto che sarebbe stato il boss finale. Perlopiù, anche i dinosauri originali sarebbero stati aggiunti, forse inizialmente con dei codici, o forse sbloccabili.
La trama del gioco era che il meteorite che era caduto su Urth era in realtà l'uovo che conteneva Necrosan stesso, schiusosi per distruggere il pianeta. Gli dei di Urth avevano tentato invano di sconfiggerlo, e, rinchiusi in uno stato di semi-coscienza da Necrosan, avrebbero dunque scelto delle versioni umane di sé stessi per combattere il demone alieno. Gli Avatar erano:
- Xiao Ming, Avatar di Slash Fang;
- Malyssa, Avatar di Vertigo;
- Arik, Avatar di Sauron;
- Keena, Avatar di Talon;
- Shank, Avatar di Chaos;
- Shinjin, Avatar di Diablo;
- Kaze, Avatar di Blizzard;
- Tor, Avatar di Armadon.

Probabilmente per timore che avrebbe ricevuto scarse vendite, il gioco venne annullato; in compenso, però, vennero create delle action figures anche di Slashfang e Necrosan, e fu pubblicato un libro, Primal Rage: The Avatars, scritto da John Vornholt, autore di alcuni libri di Star Trek. Nel marzo del 2017, però, sono iniziati a circolare su YouTube dei video relativi al gioco, in quanto un individuo è riuscito a creare una versione modificata dell'emulatore arcade MAME, ovvero "MAME4RAGE2", l'unico in grado di eseguire il gioco.
Il gioco, alla versione 2.1, doveva anche avere un aggiornamento 3.0, mai uscito: dopo la battaglia finale, il personaggio selezionato dal giocatore sarebbe andato sulla Luna, dove erano presenti delle crepe da cui usciva la luce e sulla superficie vi erano cadaveri di dinosauri in putrefazione. Il boss locale sarebbe stato probabilmente Necrosan, lo stesso di Primal Rage II, la cui presa speciale consisteva nell'assorbire una parte della salute del giocatore, tipo Shang Tsung della serie Mortal Kombat.
Sul videogioco è stata pubblicata anche una miniserie a fumetti di 4 capitoli, edita dalla Sirius Entertainment dal 1996 al 1998. Mentre il primo capitolo era totalmente a colori, gli altri 3 erano in bianco e nero.